# شکل‌دهی با فشار

Animation of the thermoforming process. 1- The plastic sheet is heated. 2- The sheet is formed to a specific shape in a mold. 3- The shapes are trimmed.

فرایند شکل دهی حرارتی با فشار هوا (به انگلیسی: Pressure Thermoforming) یکی از زیر شاخه‌های شکل‌دهی حرارتی است. این روش یک فرایند پیشرفته برای شکل‌دهی ورق‌های پلاستیکی است که از فشار مثبت هوا برای اعمال نیرو بر ورق گرم شده جهت قالب گیری استفاده می‌شود. بسیاری از قطعات پلاستیکی از ظروف یک بار مصرف گرفته تا طلق‌های بسته‌بندی محصولات یا حتی داشبورد خودروها، جداره داخلی و روی در یخچال، حباب‌های پلاستیکی، جای تخم مرغ و امثال آن‌ها از این روش تولید می‌شوند.

## معرفی فرایند
ترمو فرمینگ یا شکل‌دهی حرارتی، یکی از روشهای پرکاربرد شکل‌دهی پلاستیک هاست. در این فرایند ابتدا ورق پلاستیکی گرما نرم (ترمو پلاست) آنقدر حرارت می‌بیند تا نرم و انعطاف‌پذیر شود. سپس این ورق نرم شده روی قالب گذاشته شده و روی قالب کشیده می‌شود و شکل قالب را به خود می‌گیرد. ورق ماده اولیه به روش اکستروژن تولید می‌شود. بسته به ضخامت، ورق اولیه می‌تواند به شکل ورقه‌های مجزا یا ورق توپ پیوسته باشد.

فرایند شکل دهی حرارتی از دو مرحله اصلی تشکیل شده‌است:

### الف) گرمادهی، ب) شکل دهی
الف) گرمادهی:در این مرحله ورق پلاستیکی گرمانرم (ترمو پلاست) آنقدر حرارت می‌بیند تا نرم و انعطاف‌پذیر شود. عمل گرمادهی معمولاً با استفاده از المنت‌های حرارتی که یک یا هر دو طرف ورق پلاستیکی و با فاصله‌ای معین از آن قرار می‌گیرند، انجام می‌شود. با توجه به جنس پلیمر و ضخامت ورق میزان گرمادهی می‌بایست کاملاً مشخص و تنظیم شده باشد.

ب) شکل دهی:روش‌هایی که برای انجام مرحلهٔ شکل‌دهی در فرایند شکل‌دهی حرارتی به کار می‌روند را می‌توان به سه دسته تقسیم کرد:

۱- شکل‌دهی با خلأ (Vacuum Forming)

۲- شکل‌دهی با فشار هوا (Pressure Forming)

۳- شکل‌دهی مکانیکی (Mechanical Thermoforming)

شکل دهی با فشار هوا که دومین روش شکل‌دهی حرارتی است در دو مرحله انجام می‌شود. مرحله اول، ابتدا ورق پلاستیکی که از قبل گرم شده را روی حفره‌های قالب بگذاریم در مرحله دوم، اعمال نیرو توسط فشار هوا از سمت بالا روی ورق قالب می‌باشد در این حالت ورق به درون حفره قالب کشیده می‌شود و لازم به توضیح است که برای بیرون راندن هوایی که در بین ورق و قالب به دام افتاده است منافذی در قالب باید تعبیه شود.

## مواد اولیه
موادی که ترموپلاستیک یا گرمانرم هستند می‌توانند در این روش مورد استفاده قرار گیرند. از آنجایی که این فرایند به‌طور عمده در صنایع مواد غذایی کاربرد دارد، از ترموپلاست‌هایی استفاده می‌شود که دارای ویژگی مناسب برای نگه‌داری مواد غذایی بوده و آلودگی خوراکی ایجاد نکنند، نظیر پلی اتیلن، پلی آمید، پلی اتیلن ترفتالات، پلی پروپیلن، پلی استایرن، پلی وینیل کلراید.

## ویژگی قالب‌ها
در اینجا به تفاوت قالب‌های مثبت و منفی که در فر آیندهای شکل‌دهی با حرارت انجام می‌گیرد پرداخته می‌شود. قالب‌های منفی (Cavity) نامیده می‌شوند. دلیل این نام گذاری وجود حفره‌های مقعر در این نوع قالب است. بر عکس این، یک قالب مثبت حالت محدب و برآمده دارد، در قالب‌های مثبت، ورق گرم شده روی برآمدگی قالب قرار داده می‌شود. سپس فشار مثبت یا منفی (خلأ) به کار می‌رود تا پلاستیک را روی سطح قالب به‌طور کامل بنشاند. فرم قطعه در هر دو نوع قالب کاملاً مشابه هم است. به همین علت ممکن است، تفاوت بین قالب‌های مثبت و منفی بی‌اهمیت به نظر برسد. اما در واقع، در قالب منفی سطح خارجی قطعه دقیقاً مطابق فرم سطح حفرهٔ قالب است و لی سطح داخلی آن خیلی دقیق نیست و تقریبی از فرم قالب را به خود می‌گیرد. عکس این مسئله هنگام استفاده از قالب‌های مثبت رخ می‌دهد. در این حالت، ورق سطح داخلی قطعه عیناً همانند برآمدگی قالب است و سطح خارجی آن شکلی تقریبی از آن. با توجه به الزامات محصول، این وجه تمایز اهمیت پیدا می‌کند.
تفاوت دیگر در پدیده نازک شدن ورق پلاستیک است. به جز مواردی که عمق فرم قطعه بسیار کم است، در سایر موارد، هنگام کشیدن ورق روی قالب، ضخامت ورق کاهش می‌یابد. قالب‌های مثبت و منفی الگوی نازک شدن متفاوتی را در تولید یک قطعه معین، به وجود می‌آورند.

## مزایا
از آنجایی که هم دمای قالب و هم فشار اعمال شده در فرایندهای شکل‌دهی حرارتی، پایین است قالب‌های شکل‌دهی حرارتی از نظر اقتصادی بسیار مقرون به صرفه می‌باشند. جنس قالب‌ها اغلب آلومینیوم است و در مواردی که هدایت حرارتی بسیار بالا نیاز باشد از آلیاژ بریلیوم مس استفاده می‌شود. معمول‌ترین موادی که درشکل دهی حرارتی استفاده می‌شوند PVC و PS وPET می‌باشند. این نوع فرایند از شکل‌دهی حرارتی معمولاً با استفاده از قالب‌های ماده، قادر به ایجاد مناطق صاف و حتی آرم‌های شرکت‌های مختلف در صورت لزوم می‌باشد.

یکی دیگراز مزیت‌های این روش نسبت به شکل‌دهی با خلأ، این است که در اینجا با محدودیت حداکثر فشار تئوری (حداکثر ۱۱ اتمسفر) که درشکل دهی با خلأ وجود دارد، رو به رو نیستیم.
فرایند شکل‌دهی با فشار عمدتاً به دو دلیل به سرعت در حال افزایش است. اول، این فرایند مزایای متعددی مانند هزینه قالب کمتر با سرعت نرخ تولید بالاتر، نسبت به روش‌های دیگر تولید پلاستیک از جمله تزریق پلاستیک (Injection molding) دارد. دوم، این فرایند برای بهبود و ارتقای بخش‌هایی از شکل‌دهی با خلأ مورد استفاده قرار می‌گیردزیرا دقت ابعادی بالا، تنش پسماند کمتر و سطح صاف و یکنواخت تر به عبارت دیگر یکپارچه گی ساختاری از ویژگی‌های این فرایند نسبت به دیگر فرایند شکل‌دهی حرارتی می‌باشد.

## کاربردها
ین فرایند عمدتاً در ساخت قطعات بسته‌بندی مواد غذایی استفاده می‌شود. جنس این قطعات عمدتاً از ترموپلاستیک‌هایی است که ضرر خوراکی نداشته باشند. نظیر اتیلن وینیل الکل (EVOH)، پلی اتیلن (PE)، پلی آمید (PA)، پلی اتیلن تریفتالات (PET)، پلی پروپیلن (PP)، پلی استیرن (PS)، پلی وینیل کلرید (PVC)، پلی وینیلدن کلرید (PVdC) استفاده می‌شود.
تولید طیف وسیعی از پلاستیک‌های مورد استفاده در رنگ‌ها و بافت‌های متنوع با این روش تولید می‌شود، از جمله کاربردهای این فرایند به شرح زیر می‌باشد:
- تجهیزات پزشکی: محفظه دستگاه‌ام آر آی.
- تجهیزات صنعتی:کیوسک، قطعات داخلی اتومبیل‌ها مانند داشبورد و …
- تجهیزات سرگرمی: ماشین‌های Rc و….[۵]